# Xã Sully, Quận Tripp, Nam Dakota
Xã Sully (tiếng Anh: Sully Township) là một xã thuộc quận Tripp, tiểu bang Nam Dakota, Hoa Kỳ. Năm 2010, dân số của xã này là 23 người.